# Euryophion latipennis
Euryophion latipennis är en stekelart som först beskrevs av Kirby 1896.  Euryophion latipennis ingår i släktet Euryophion och familjen brokparasitsteklar. Inga underarter finns listade i Catalogue of Life.